# Karolinska Institutets universitetsbibliotek
Karolinska Institutet universitetsbiblioteket, KIB, är Karolinska Institutets bibliotek.

## Verksamhet
KIB är ett offentligt bibliotek och därmed öppet för alla. Geografiskt finns biblioteket fördelat på två campus, dels på Alfred Nobels allé 8 i Flemingsberg i Huddinge, dels på Berzelius väg 7B i Solna. KIB:s övergripande mål lyder "Vi arbetar för en framtid där en beständig och öppen tillgång till information främjar utvecklingen av hållbar, jämlik och banbrytande kunskap".
KIB fungerar som studieplats för studenterna, erbjuder stöd i forsknings- och lärandeprocesser och möjliggör vetenskaplig informationssökning inom medicinska delområden.
KIB består av följande avdelningar:
- Användarstöd och pedagogisk verksamhet
- Infrastruktur för vetenskaplig information
- Verksamhetsstöd

KIB översätter och underhåller den svenska versionen av Medical Subject Headings (MeSH) som görs av National Library of Medicine i USA; denna översättning heter Svensk MeSH.

## Utmärkelser
KIB utsågs till Årets bibliotek 2007 av fackförbundet DIK. Priset fick biblioteket för sin serviceanda och sin ambitiösa verksamhets- och personalutveckling. I tidskriften Fokus ranking av svenska högskolor och universitet 2012 hamnade KIB på första plats i kategorin Bästa bibliotek.

## Specialsamlingar på biblioteket
Mindre skönlitterära samlingar finns på bägge biblioteken. Samlingarna kallas Laterna Magica i Flemingsberg och Camera Obscura i Solna. Båda biblioteken har också en boksamling om normkritik med någon slags koppling till medicin eller vården.